# Плоскоопашати морски змии
Плоскоопашатите морски змии (Laticauda) са род влечуги от семейство Аспидови (Elapidae).
Таксонът е описан за пръв път от Йозеф Николай Лауренти през 1768 година.

## Видове
- Laticauda colubrina
- Laticauda crockeri
- Laticauda frontalis
- Laticauda guineai
- Laticauda laticaudata – Синьоуст морски крайт
- Laticauda saintgironsi
- Laticauda schistorhyncha
- Laticauda semifasciata